# 5031 Švejcar
5031 Švejcar là một tiểu hành tinh vành đai chính với chu kỳ quỹ đạo là 1389.4246643 ngày (3.80 năm).
Nó được phát hiện ngày 16 tháng 3 năm 1990.